# 카를 추 라이닝겐 후자 (1898년)
라이닝겐 후자 카를(Karl, Prince of Leiningen, 1898년 2월 13일 ~ 1946년 8월 2일)은 독일 군 장교이자 에미히 추 라이닝겐 후자의 장남이었다. 1939년 아버지가 사망한 후, 그는 라이닝겐의 여섯 번째 후작이 되었다.